# لويز جونسون
لويز جونسون (بالإنجليزية: Louise Johnson)‏ (و. 1940 – 2012 م) هي عالمة كيمياء حيوية، وأحيائية فيزيائية بريطانية، ولدت في ورسستر، كانت عضوةً في الأكاديمية الوطنية للعلوم (منذ 2011)، والجمعية الملكية (منذ 1990)، والأكاديمية الأمريكية للفنون والعلوم، توفيت في كامبريج، عن عمر يناهز 72 عاماً.

## التعليم
تعلمت في كلية لندن الجامعية.

## جوائز
حصلت على جوائز منها:
- جائزة وميدالية نوفارتس [الإنجليزية]‏ (2009)
- زميل في الجمعية الملكية
- قائدة رتبة الإمبراطورية البريطانية
- زمالة الأكاديمية البنغلاديشية للعلوم ‏.